# Friedhofskapelle (Baiersdorf)

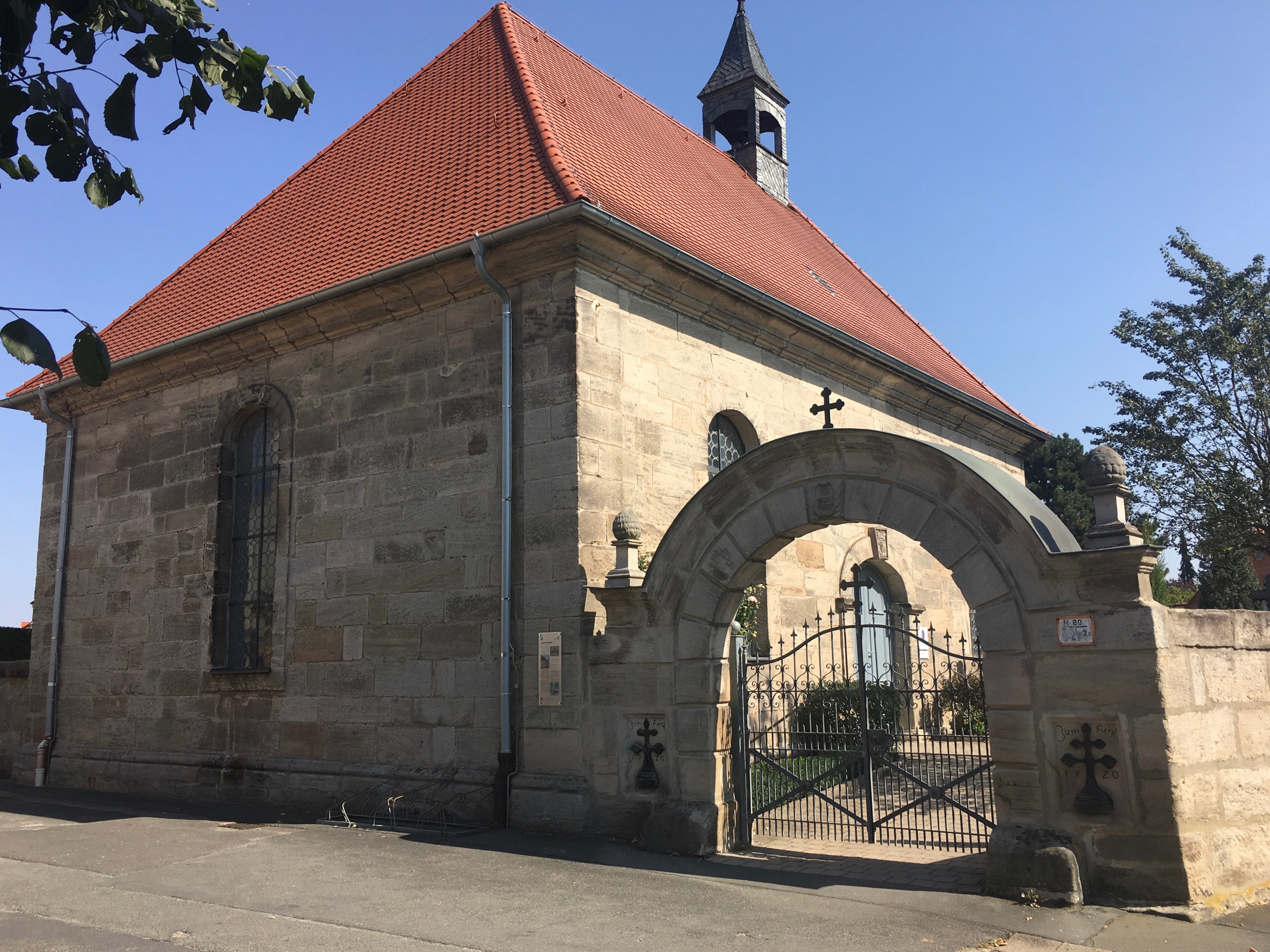
Friedhofskapelle (Baiersdorf)

Die Friedhofskapelle ist ein denkmalgeschütztes Kapelle, die in der Stadt Baiersdorf im Landkreis Erlangen-Höchstadt in (Mittelfranken, Bayern) steht. Die Friedhofskapelle ist unter der Denkmalnummer D-5-72-115-1 als Baudenkmal in die Bayerische Denkmalliste eingetragen. Die Stadt Baiersdorf unterhält den städtischen Friedhof.

## Beschreibung
Die Saalkirche aus Quadermauerwerk wurde um 1774 erbaut. Sie hat einen dreiseitigen Abschluss im Osten. Dem Satteldach des Kirchenschiffs wurde 1889 im Osten ein schiefergedeckter, quadratischer, mit einem Pyramidendach bedeckter Dachreiter aufgesetzt, in dem eine Kirchenglocke hängt. Zur Kirchenausstattung gehört ein Kanzelaltar aus der Bauzeit.